# Nora Ephron
Nora Ephron (New York, 19 mei 1941 – aldaar, 26 juni 2012) was een Amerikaans filmregisseur, filmproducent, scenarioschrijfster, auteur en journalist. Een van haar grootste successen was haar filmscenario voor de film When Harry Met Sally uit 1989. Hoewel ze voornamelijk bekend is als scenariste en regisseur, heeft Ephron ook romans, essays en toneelwerk geschreven.

## Beginjaren (1941-1962)
Nora Ephron werd op 19 mei 1941 geboren in New York als de oudste dochter van Henry en Phoebe Ephron. Henry en Phoebe werkten veelal samen en schreven filmscenario's zoals There's No Business Like Showbusiness uit 1954 en Carousel uit 1956. Ze verhuisden naar Beverly Hills om dichter bij de filmindustrie te zijn en Nora bracht haar jeugd daar door. Het gezin werd geteisterd door de alcoholische problemen van Henry en Phoebe en Nora besloot haar omgeving te ontvluchten door te gaan studeren in het oosten van de VS. In 1963 schreven haar ouders het scenario voor de film Take Her, She's Mine met James Stewart en Sandra Dee. Het scenario was gebaseerd op de brieven die de toen 22-jarige Nora Ephron aan haar ouders schreef toen ze studeerde aan Wellesley College in Massachusetts.

## Journalist (1963-1979)
Nora Ephron studeerde in 1962 af in de journalistiek en ging als stagiaire in het Witte Huis werken, waar op dat moment president John F. Kennedy zitting had. Na een tijdje merkte ze dat de journalistiek haar meer aantrok en aanvaardde ze een baan als journalist bij de New York Post. Na vijf jaar ging ze weg bij de Post schreef ze columns voor Esquire en New York Magazine. Haar columns werden in 1970 gebundeld in Wallflower at the Orgy. Het werd een bestseller en Ephron begon nu ook aan het schrijven van romans en verhalen. Halverwege de jaren zeventig was Ephron gehuwd met journalist Carl Bernstein. Bernstein was samen met zijn collega van de Washington Post, Bob Woodward, verantwoordelijk geweest voor een serie onthullingen rond president Richard Nixon, het zogenaamde Watergateschandaal. Toen er een film werd gemaakt rond deze onthullingen onder de titel All the President's Men herschreef Ephron samen met haar man het scenario. Hoewel het scenario later niet werd gebruikt, vestigde het wel de aandacht op Ephron als scenariste. Het resulteerde in een opdracht voor een script voor een televisiefilm Perfect Gentlemen (1978).

## Succes in Hollywood (1980-1990)
Na haar scheiding van Carl Bernstein, die haar bedroog met de Britse politica Margaret Jay, schreef Ephron in 1983 de roman Heartburn. Bernstein, die in het boek wordt afgeschilderd als een seksmaniak, probeerde tevergeefs het boek te laten verbieden. Intussen was Ephron ook actief als scenariste van filmscenario's. Haar script voor Silkwood met Meryl Streep uit 1983 kreeg een Academy Awardnominatie. Silkwood werd het begin van een serie films waarvoor Ephron het scenario schreef. Kenmerkend voor haar werk zijn personages belichaamd door sterke vrouwen die zich vaak alleen door het leven slaan. Ook schreef ze vaak romantische komedies die schatplichtig zijn aan de Amerikaanse romantische films van de jaren vijftig, zoals ook haar ouders die schreven. Al snel schreef ze meer scripts, die vrijwel allemaal succesvolle films opleverden, zoals Heartburn (1986), Cookie (1989) en When Harry Met Sally (1989). De laatste film was een van de meest populaire films van 1989 en leverde haar weer een Oscarnominatie op voor haar scenario.

## Regisseur 1991-2000
In 1992 maakte ze de overstap naar de regiestoel en schreef en regisseerde This Is My Life (1992). De film kreeg slechte kritieken en flopte in de bioscopen. Maar Ephron liet zich niet kisten en sloeg gelijk terug met een van haar grote successen Sleepless in Seattle uit 1993. Ook deze film schreef en regisseerde ze. Het verhaal van de weduwnaar (Tom Hanks) die weer de liefde vindt bij een eenzame vrouw (Meg Ryan) 
was losjes gebaseerd op An Affair to Remember uit 1957 en bleek een schot in de roos. De film was ook een financieel succes en Ephron kreeg haar derde Oscarnominatie. Na het mislukte Mixed Nuts uit 1994 revancheerde Ephron zich weer met Michael uit 1996, over een engel met wel zeer aardse gewoontes als roken en vrouwen versieren. Samen met Tom Hanks en Meg Ryan maakte ze weer een grote hit met You've Got Mail uit 1998. Het publiek was enthousiast, maar de critici vonden de film een slap aftreksel van The Shop Around the Corner uit 1940.

## Terugkeer naar Hollywood (2001-2011)
Na een aantal flops rond de eeuwwisseling duurde het tot 2005 voordat Ephron weer terugkwam als regisseur met Bewitched, een filmversie van de beroemde tv-serie uit de jaren zestig van de twintigste eeuw. Het werd weer een flop en Ephron concentreerde zich weer op schrijven en haar huwelijk. In 1987 was ze voor derde keer gehuwd met scenarist Nicholas Pileggi en ze wilde niet voor de derde keer scheiden. In 2006 publiceerde ze I Feel Bad About My Neck: And Other Thoughts on Being a Woman, een verzameling van essays. Pas in 2009 keerde ze weer naar de filmwereld en nam de regie op zich van Julie & Julia, een film over het waargebeurde verhaal van Julie Powell die een blog opzette over het koken van de 524 recepten uit het beroemde kookboek van Julia Child, 'Mastering the Art of French Cooking'. De film was een succes en bracht Ephron weer terug in Hollywood.

## Dood
In 2006 werd bij Ephron leukemie geconstateerd. Ze streed tegen de ziekte en bleef tegelijk regisseren en schrijven. Op 26 juni 2012 overleed Nora Ephron echter aan longontsteking als gevolg van haar verzwakte conditie door haar gevecht met de leukemie.

## Prijzen en nominaties
Academy Awards
- Nominatie voor Beste Scenario Silkwood (1983)
- Nominatie voor Beste Scenario When Harry Met Sally (1989)
- Nominatie voor Beste Scenario Sleepless in Seattle (1993)

BAFTA Awards
- Beste Scenario When Harry Met Sally (1990)
- Nominatie voor Beste Scenario Sleepless in Seattle (1994)

Golden Globe
- Nominatie voor Beste Scenario When Harry Met Sally (1989)

Writers Guild of America Award
- Nominatie voor Beste Scenario Silkwood (1983)
- Nominatie voor Beste Scenario When Harry Met Sally (1989)
- Nominatie voor Beste Scenario Sleepless in Seattle (1993)
- Nominatie voor Beste Scenario Julie & Julia (2009)
- Women in film Crystal Award 1994
- Directors Guild of America Honors in October, 2011

## Filmografie
- Perfect Gentlemen (1978) (tv-film) (scenario)
- Silkwood (1983) (scenario)
- Heartburn (1986) (scenario)
- When Harry Met Sally (1989) (scenario, co-producent)
- Cookie (1989) (scenario, producent)
- Crimes and Misdemeanors (1989) (actrice)
- My Blue Heaven (1990) (scenario, producent)
- This Is My Life (1992) (scenario, regie)
- Husbands and Wives (1992) (actrice)
- Sleepless in Seattle (1993) (scenario, regie)
- Mixed Nuts (1994) (scenario, regie)
- Michael (1996) (scenario, regie, producent)
- Strike! (1998)  (producent)
- You've Got Mail (1998) (scenario, regie, producent)
- Hanging Up (2000) (scenario, producent)
- Lucky Numbers (2000) (scenario, producent)
- Bewitched (2005) (scenario, regie, producent)
- Julie & Julia (2009) (scenario, regie, producent)